# Craniologia (Ketty La Rocca)
Craniologia (1973), da artista italiana Ketty La Rocca, é um autorretrato emblemático da arte conceitual feminista do século XX, conservado na prestigiosa Galeria dos Autorretratos da Galeria Uffizi, em Florença. Realizada a partir de uma radiografia do crânio da própria artista, a obra configura-se como uma reflexão visual e crítica sobre o corpo, a identidade e a linguagem, num momento em que La Rocca enfrentava os efeitos de uma doença degenerativa.
Em Craniologia, a artista tensiona os limites entre a representação científica e a expressão subjetiva, inscrevendo palavras manuscritas diretamente sobre a imagem radiográfica, e assim subvertendo o paradigma racionalista da imagem médica. A obra inscreve-se também na tradição do autorretrato como afirmação do sujeito — aqui feminizado, fragmentado e exposto — e constitui uma das poucas inclusões de artistas mulheres na histórica coleção da Galeria dos Uffizi, fundada no século XVII por iniciativa de Leopoldo de Médici.
Combinando escrita e imagem em uma composição austera e visceral, Craniologia evidencia a complexidade da produção tardia de Ketty La Rocca e sua contribuição singular aos debates sobre linguagem, corpo e subjetividade no campo da arte contemporânea.

## Contextualização histórica e artística
A obra Craniologia (1973), de Ketty La Rocca, insere-se no contexto efervescente da arte italiana e internacional do final dos anos 1960 e início da década de 1970, período marcado por intensas transformações culturais, políticas e epistemológicas. Trata-se de um momento de profunda revisão crítica das linguagens artísticas tradicionais, em que a hegemonia da pintura e da escultura cede espaço a práticas interdisciplinares como a arte conceitual, a body art, o feminismo artístico e a poesia visual. La Rocca ocupa lugar de destaque nesse panorama ao desenvolver uma poética singular baseada na intersecção entre linguagem, corpo e tecnologia.

### A cena artística italiana no pós-guerra
A Itália do pós-guerra foi um terreno fértil para experimentações artísticas radicais, sustentadas por uma sociedade em processo de reconstrução econômica, identitária e simbólica. O colapso do regime fascista e os traumas da Segunda Guerra Mundial abriram espaço para a emergência de discursos de contestação, que se manifestaram tanto na crítica aos sistemas de representação tradicionais quanto na recusa das linguagens artísticas acadêmicas. Como aponta Renato Barilli, “o artista italiano do pós-guerra se viu compelido a reinventar não apenas os meios da arte, mas os próprios fundamentos da comunicação visual”.
Nesse contexto, os anos 1950 e 1960 viram surgir coletivos, revistas e movimentos empenhados em reconfigurar os vínculos entre arte, política e linguagem. A oposição entre neorrealismo e informalismo deu lugar a uma pluralidade de práticas, entre as quais o arte povera, a poesia visual e os experimentos de arte conceitual passaram a ocupar um papel de vanguarda. Segundo Achille Bonito Oliva, “a arte italiana dos anos 1960 rompe com a representação mimética e afirma uma lógica do signo como campo de combate ideológico”.
As universidades, revistas literárias e centros culturais tornaram-se espaços privilegiados de debate. Em particular, Florença, cidade natal de Ketty La Rocca, revelou-se um núcleo dinâmico de produção artística alternativa, reunindo figuras como Eugenio Miccini, Lamberto Pignotti, Luciano Ori e a própria La Rocca no seio da poesia Visual, movimento que amalgamava palavra e imagem, texto e corpo, leitura e performance. Filiberto Menna observa que “a nova arte conceitual italiana emerge como uma forma de escrita expandida, em que o gesto gráfico é simultaneamente protesto e poema”.
A radicalidade desse momento histórico reside na forma como a arte passa a operar como arena política e espaço de resistência subjetiva. Ao romper com o quadro, com a pintura a óleo e com a primazia da representação figurativa, artistas como La Rocca reconfiguram os dispositivos perceptivos do público, instaurando o corpo — do artista e do espectador — como campo central de significação. “O corpo torna-se um espaço de inscrição simbólica e biopolítica”, escreve Daniele Micacchi, “ele é, ao mesmo tempo, suporte da linguagem e superfície de confronto¨.
É nesse horizonte que se insere Craniologia: não como gesto isolado, mas como produto de uma cena artística intensamente experimental, cuja força residia na indistinção entre arte e vida, estética e ética, texto e carne. A opção de La Rocca por suportes não tradicionais (radiografia, fotografia, manuscrita) e pela tematização da doença, do gênero e da morte, reflete as inquietações maiores de uma geração que compreendeu a arte como instrumento de interpelação crítica, e não como mera ilustração estética.

### Arte conceitual italiana e ativismo visual
A emergência da arte conceitual na Itália dos anos 1960 e 1970 não deve ser interpretada como mera adesão a um fenômeno internacional, mas antes como uma inflexão específica, marcada por tensões sociopolíticas internas e por um forte ímpeto de resistência simbólica. A crise da representação, o descrédito das formas tradicionais da arte e a radicalização dos discursos críticos encontraram eco em práticas que tensionaram os limites da linguagem, da materialidade e da autoria. Ketty La Rocca situa-se no cerne dessa movimentação, ao lado de artistas como Vincenzo Agnetti, Giulio Paolini, e membros do grupo de poesia visual, cuja produção deslocava a arte para a esfera da linguagem e do discurso.
Segundo Tommaso Trini, um dos primeiros críticos a teorizar o fenômeno, “a arte conceitual italiana nasce da consciência da impotência dos objetos e da saturação dos signos; ela inverte o processo da arte: não é mais o pensamento que acompanha a imagem, mas é a imagem que se dissolve no pensamento”. Essa inversão epistemológica operada pela arte conceitual implicava uma desmaterialização da obra e, ao mesmo tempo, uma repolitização de seus efeitos. O texto torna-se lugar de embate, e o corpo, espaço de inscrição de conflitos sociais e subjetivos.
No caso de Ketty La Rocca, esse gesto conceitual assume tonalidades específicas, sobretudo na forma como a artista incorpora a dimensão performativa da linguagem, em especial aquela mediada pela caligrafia e pelo gesto manual. Como escreve Giorgio Bertolino, “o trabalho de La Rocca encarna um feminismo materialista e semântico, que reconfigura o corpo como máquina enunciativa, atravessada por códigos médicos, afetivos e linguísticos”. Nesse sentido, a artista participa de uma linhagem de intervenção que atravessa as práticas do body art e da poesia concreta, mas as subverte ao tematizar a doença, o feminino e a morte como núcleos estruturantes.
O engajamento com o ativismo visual é particularmente evidente na relação que se estabelece entre arte e denúncia. A crítica ao discurso médico, à normatividade do corpo e à codificação do gênero são articuladas por meio de linguagens que fundem iconografia científica e escrita manuscrita. Essa articulação transforma o espaço expositivo em campo político. Nas palavras de Germano Celant, “a nova arte italiana não é representação do mundo, mas uma ação contra ele; ela não se limita a enunciar, mas acusa”.
O uso da caligrafia — no caso de Craniologia, a repetição obsessiva do pronome “you” — constitui uma forma de ativismo silencioso, no qual a performatividade da palavra instaura um campo de resistência não discursiva. Filiberto Menna, ao refletir sobre esse aspecto, escreve: “a arte conceitual italiana substitui o objeto pela enunciação, mas mantém no gesto da escrita um resíduo de corporeidade, uma pulsação ética”.
Assim, Ketty La Rocca não apenas participa de uma tradição conceitual italiana, como também a redimensiona a partir de uma perspectiva interseccional, na qual gênero, doença, linguagem e política se entrelaçam. Sua obra é, nesse sentido, um paradigma de ativismo visual: não um panfleto, mas um espaço de fricção entre a existência e a enunciação.

## Análise formal e iconográfica
A leitura formal e iconográfica de Craniologia exige uma abordagem capaz de apreender as tensões entre médium e mensagem, entre dispositivo técnico e elaboração simbólica. A obra mobiliza, em sua gramática visual, códigos provenientes tanto da iconografia científica quanto das tradições simbólicas da representação do corpo e da morte, reconfigurando-os sob uma ótica radicalmente subjetiva e política. A presença do crânio, da mão, da palavra e da transparência radiográfica constitui um campo de signos em que o visível e o legível se entrelaçam.

### Linguagem, ciência e subjetividade
A obra pode ser compreendida como parte de um debate mais amplo sobre os regimes de visibilidade e os usos da linguagem científica como dispositivo de poder. Inspirando-se nos trabalhos de Michel Foucault, a crítica recente tem lido Craniologia como uma resposta visual à “medicalização do sujeito” e à redução da subjetividade a dados empíricos. Como argumenta Francesca Gallo, “a artista interfere diretamente sobre os códigos hegemônicos da objetividade científica, reinscrevendo ali sua própria presença”.
O uso da radiografia não apenas evoca a fragilidade do corpo (a própria La Rocca fora diagnosticada com um tumor cerebral pouco antes da obra), mas também torna visível a violência de um olhar que pretende ser neutro, mas que oculta seus próprios mecanismos de exclusão. A inscrição caligráfica sobre o crânio — “tu / sei / tu / sei / tu / sei” — não apenas reitera a presença da artista, mas repete obsessivamente uma identidade que lhe é negada no próprio ato da objetificação científica. Assim, como observa Flavia Frigeri, “a escrita torna-se um modo de resistência simbólica, uma insurgência da subjetividade contra os aparelhos normativos da medicina e da linguagem”.

### Composição e técnica
A construção formal de Craniologia articula-se em torno de um procedimento de justaposição técnica e simbólica que reposiciona radicalmente o corpo como campo de inscrição visual e discursiva. O suporte da obra — radiografias do crânio da artista — não é neutro, mas um espaço já carregado de significação médica e epistêmica, ao qual La Rocca impõe uma gramática estética e política própria.
O uso da radiografia, meio tradicionalmente vinculado ao olhar clínico e ao discurso anatômico, é deliberadamente subvertido. Em vez de oferecer uma leitura transparente e diagnóstica do corpo, La Rocca explora sua opacidade: o crânio aparece como máscara e como palimpsesto. Flavia Frigeri observa que, ao escolher esse meio, a artista “mobiliza a iconografia da ciência para problematizar a relação entre interioridade e representação”. A radiografia deixa de ser evidência para se tornar metáfora: não aquilo que revela, mas o que interpela.
A esse substrato técnico soma-se a intervenção caligráfica, outro elemento estruturante da obra. Sobre o acrílico translúcido, a artista inscreve, com tinta manuscrita, a palavra “you” repetida em série. A escrita cursiva, sempre semelhante e ao mesmo tempo irregular, tensiona os limites entre legibilidade e grafismo, entre sentido e pura gestualidade. Francesca Gallo, em sua análise sobre a relação entre palavra e imagem na arte italiana dos anos 1960 e 70, afirma que “o ato de escrever, para La Rocca, é uma forma de resistência contra a codificação semântica: não escreve para comunicar, mas para insistir na fratura entre significante e significado”.
A escolha do pronome “you” também participa dessa estratégia: é uma palavra de segunda pessoa, que convoca um outro, mas nunca o nomeia. Ela pode ser lida como invocação, interpelação, ou mesmo como acusação silenciosa. Inserida no contexto de uma imagem craniológica, a palavra assume uma dimensão espectral: é a voz do corpo invisível, uma escrita que emerge do interior da matéria. Nesse sentido, como sustenta Tommaso Trini, “o texto não está sobreposto à imagem, mas inserido nela: é uma escritura incorporada, que traduz a fusão entre carne e signo”.
Outro elemento decisivo na composição é a inserção de uma fotografia da própria mão da artista, que aparece sobreposta à região encefálica, como se estivesse alojada no interior do crânio. Esse gesto, de alto teor simbólico, pode ser lido como metonímia da subjetividade: a mão — instrumento do fazer e do escrever — é aqui reinscrita como presença ausente. Eiblmayr interpreta esse motivo como um “gesto originário e residual”, uma marca da tentativa de resistência contra o silenciamento da doença e da morte.
Formalmente, a obra se constrói por meio de uma tensão produtiva entre tecnologias da visibilidade (radiografia, fotografia) e gestos da intimidade (escrita, sobreposição). O acrílico, enquanto material transparente e reflexivo, funciona como membrana simbólica entre o visível e o invisível, entre o dentro e o fora. O resultado é uma composição que, embora rigorosamente ordenada, recusa a simetria e o equilíbrio tradicionais da retórica autorrepresentacional. Como conclui Frigeri, “La Rocca desmantela o autorretrato como índice de identidade e o reconfigura como superfície de crise”.

### A escrita do corpo
A escrita em Craniologia não é apenas um elemento gráfico ou estético, mas uma inscrição ontológica: nela, corpo e linguagem se confundem em uma topografia visual de subjetividade e dor. Ketty La Rocca realiza, com o gesto de escrever sobre o próprio crânio, uma operação radical de deslocamento do corpo feminino da condição de objeto para a de superfície significante. A palavra manuscrita — o insistente "you" — não é decorativa, mas performativa: um traço que age, que convoca, que registra a experiência de um corpo em crise.
Francesca Gallo reconhece nesse gesto uma profunda dimensão crítica: “a escrita caligráfica de La Rocca participa de uma estética da recusa — da recusa da neutralidade do signo, da transparência do corpo, da autoridade da linguagem normatizada”. A caligrafia repetitiva opera uma fratura no espaço da representação: ela não ilustra o corpo, mas o reinscreve em uma zona de opacidade e multiplicidade. Como ressalta Flavia Frigeri, “a escrita, nesse contexto, torna-se sintoma: do trauma, da enfermidade, da resistência à dissolução”.
A potência disruptiva dessa operação reside justamente no fato de que não há uma distinção nítida entre corpo e linguagem — o corpo é o suporte da escrita e, ao mesmo tempo, seu conteúdo. Nessa perspectiva, Michel Foucault fornece um quadro conceitual decisivo para compreender a obra de La Rocca. Em A arqueologia do saber, Foucault sustenta que “não se trata mais de saber o que está oculto no corpo, mas de como o corpo é atravessado por enunciados, normas e signos”. A escrita de La Rocca evidencia essa travessia: o crânio radiografado já não é um receptáculo interior, mas uma interface discursiva.
Essa concepção do corpo como superfície de inscrição tem ecos diretos também na análise foucaultiana do poder disciplinar em Vigiar e punir. Nele, Foucault descreve os modos pelos quais o corpo é moldado, normatizado e escrito pelas tecnologias do saber: “o corpo humano era, ao mesmo tempo, força produtiva e força inscrevível”. La Rocca subverte esse processo ao reinscrever o corpo não pela mão do poder, mas pela mão da artista — doente, marginalizada, feminina — que transforma o espaço da craniologia em palimpsesto existencial.
Há ainda um componente de autobiografia somática na obra. A escrita repetida do "you" remete a um destinatário indefinido, talvez o próprio corpo que definha, talvez um tu futuro, espectador ou ausência. Como escreve Gallo, “a segunda pessoa é sempre um reflexo fragmentado do eu”. Assim, a escrita do corpo em Craniologia não comunica uma mensagem unívoca, mas testemunha um estado-limite — entre a lucidez e a agonia, entre o gesto e a dissolução.

## Crítica e recepção
Desde sua criação em 1973 até sua integração na prestigiosa coleção de autorretratos da Galeria Uffizi em Florença, Craniologia de Ketty La Rocca tem mobilizado interpretações intensas e, por vezes, divergentes dentro da crítica de arte contemporânea. A obra foi inicialmente marginalizada nos circuitos tradicionais de exibição, em parte por seu caráter experimental, em parte por sua dimensão explicitamente feminina e existencial. No entanto, a partir da década de 1990, com o crescimento dos estudos de gênero e da reavaliação crítica do conceitualismo italiano, Craniologia emergiu como peça-chave não apenas da trajetória de La Rocca, mas da própria história da arte feminista europeia do século XX.
Como observa Lara Conte, uma das principais estudiosas da artista, “foi apenas nas duas últimas décadas que a obra de La Rocca começou a ser relida como parte fundamental do vocabulário estético e político da arte italiana dos anos 1970”. A entrada de Craniologia na Galeria Uffizi em 2010, no âmbito do projeto Autoritratte: Artiste di capriccioso e destrutturato ingegno, representou um gesto simbólico e institucional de reconhecimento tardio de um legado até então marginalizado. Francesca Gallo nota que esse gesto foi “uma operação museológica que não apenas atualiza o cânone, mas o subverte silenciosamente a partir do interior”.
A crítica internacional também passou a incluir La Rocca em exposições e publicações dedicadas à linguagem corporal e à experimentação textual na arte feminista. Amelia Jones, em seu influente Seeing Differently, interpreta a série final de La Rocca — à qual pertence Craniologia — como um dos raros exemplos em que “a escritura se torna órgão, e a anatomia um palimpsesto de vozes que colapsam a separação entre sujeito e objeto”. Nesse sentido, a obra deixou de ser lida apenas como um autorretrato patológico para se tornar um estudo da linguagem como inscrição do desejo e da mortalidade.
Ainda assim, a recepção de Craniologia permanece marcada por desafios interpretativos. A articulação entre imagem médica e expressão subjetiva, por exemplo, foi inicialmente vista como contraditória ou hermética por críticos não familiarizados com os discursos da body art e da poesia visual. Catherine de Zegher, curadora de importantes exposições sobre arte de mulheres, recorda que “as obras de La Rocca foram, por muito tempo, ‘intraduzíveis’ para uma crítica habituada a dicotomias rígidas entre linguagem e corpo, racionalidade e emoção” (de Zegher, 1996, p. 212).
Por outro lado, curadores e estudiosos contemporâneos têm apontado o potencial crítico de Craniologia diante da crescente medicalização da vida. A utilização da radiografia como superfície artística antecipa práticas atuais de artivismo biomédico e levanta questões éticas sobre a exposição do corpo feminino em regimes de saber e poder. Nesse sentido, o que Silvia Eiblmayr define como “intimidade pública do crânio” é também uma denúncia da “espetacularização técnica da doença”.
Ao reunir técnica médica, gesto poético e crítica cultural, Craniologia tem conquistado um lugar singular na historiografia da arte. Sua recepção crítica atual reflete não apenas uma revalorização de La Rocca, mas um esforço mais amplo de reconstrução das genealogias femininas na arte conceitual europeia.

## Legado e influência
A obra Craniologia ocupa uma posição singular no panorama da arte contemporânea, não apenas como um testemunho pungente da trajetória pessoal de Ketty La Rocca, mas também como um marco no desenvolvimento de poéticas corporais, visuais e linguísticas voltadas à construção de subjetividades críticas. A força da obra transcende os limites temporais e geográficos de sua produção, sendo reconhecida como precursora de diversos desdobramentos estéticos e políticos nas práticas artísticas feministas e conceituais do final do século XX e início do XXI.

### A autoficção visual e o corpo como texto
Ao converter seu próprio crânio em suporte de inscrição, La Rocca antecipa procedimentos de autoficção visual que viriam a marcar as artes visuais a partir da década de 1980, sobretudo entre artistas mulheres que problematizam as fronteiras entre biografia, ficção e performance. A imagem do corpo como campo de escrita, onde signos e traumas se sobrepõem, encontra ecos nas obras de Gina Pane, que fere a si mesma para revelar uma dor coletiva; de Sophie Calle, que encena narrativas autobiográficas em forma documental; e de Kiki Smith, que explora a materialidade do corpo feminino em seus estados de exposição, decadência e reconstrução.
Ao tematizar o corpo doente como lugar de linguagem, Craniologia antecipa as investigações somáticas e pós-humanistas sobre o sujeito fragmentado e vulnerável. Como argumenta Amelia Jones, “a performance do eu na arte feminista contemporânea não é um retorno ao sujeito estável, mas uma investigação sobre os modos como o corpo pode falar sem garantir um centro de identidade”. A mão aberta dentro do crânio torna-se, assim, metáfora de um discurso interrompido que persiste pela imagem.

### Influência na arte tecnopoética e na crítica institucional
A incorporação de tecnologias médicas — como a radiografia — ao campo da arte, num gesto simultaneamente crítico e poético, aproxima La Rocca das práticas tecnopoéticas que emergiram nas décadas seguintes. O uso de imagens técnicas para reconfigurar a experiência subjetiva é retomado por artistas como Orlan, que documenta suas cirurgias plásticas como performances, e Mona Hatoum, que projeta imagens clínicas e biométricas como formas de alienação e controle do corpo. O gesto de La Rocca, nesse contexto, é um dos primeiros a converter a radiologia — instrumento de vigilância científica — em linguagem estética de contestação.
Além disso, a inserção de Craniologia na coleção da Galeria Uffizi representa uma ruptura com os cânones da arte institucional. Ao introduzir um autorretrato conceitual, feminino e contemporâneo em uma galeria dominada por retratos masculinos vinculados à tradição renascentista, La Rocca desestabiliza a lógica da consagração artística baseada em modelos formais e hierárquicos. Trata-se de uma intervenção crítica no próprio campo da memória museológica. Como observa Griselda Pollock, “inserir corpos de mulheres nos espaços da história da arte é menos uma questão de presença do que de deslocamento dos regimes do olhar”.

### Ética da imagem e estética da vulnerabilidade
O legado de Craniologia pode ser compreendido como a elaboração de uma ética da imagem: um modo de pensar a representação como espaço de escuta, fragilidade e resistência. Ao abrir seu crânio ao olhar do outro, La Rocca não busca expor um segredo pessoal, mas afirmar a potência política de tornar visível aquilo que normalmente se oculta — a dor, a doença, o fim.
Tal postura ressoa em artistas contemporâneas como Teresa Margolles, que utiliza vestígios corporais e clínicos para narrar experiências de violência estrutural, e como Jo Spence, que documenta seu próprio tratamento contra o câncer para criticar o discurso médico e o papel da mulher na cultura visual. Em todos esses casos, a imagem não é apenas registro, mas performatividade crítica.
Como afirma Silvia Eiblmayr, “a radicalidade de La Rocca reside no modo como ela politiza a interioridade, ao mostrar que até mesmo o crânio — último reduto da identidade — pode ser território de contestação” (Eiblmayr, 2000, p. 85). Essa politização se dá não por meio de um gesto panfletário, mas pelo desdobramento formal e conceitual de estratégias que unem afeto e análise, subjetividade e crítica.

### Legado na curadoria e nas práticas expositivas
A inclusão de Craniologia na Galeria Uffizi, em 2014, como parte do projeto de ampliação da coleção de autorretratos femininos coordenado por Giovanna Giusti, também marca uma virada institucional na forma como os museus abordam a presença das mulheres na história da arte. A curadoria, nesse contexto, deixa de ser mera organização de acervos e passa a operar como dispositivo de reparação simbólica e reconfiguração de narrativas canônicas.
O gesto de La Rocca, portanto, reverbera em práticas curatoriais que se propõem a reescrever a história da arte a partir de margens discursivas — de gênero, de linguagem, de corporeidade. A obra se torna não apenas um objeto de exibição, mas um vetor de transformação epistemológica. Como sintetiza Catherine de Zegher, “a obra de arte torna-se um lugar onde a memória e o corpo se encontram para resistir ao apagamento” .

### Outras fontes recomendadas
- Poggi, Christine. In Defiance of Painting: Cubism, Futurism, and the Invention of Collage. New Haven: Yale University Press, 1992.
- Braidotti, Rosi. Nomadic Subjects: Embodiment and Sexual Difference in Contemporary Feminist Theory. New York: Columbia University Press, 1994.
- Pollock, Griselda. Vision and Difference: Feminism, Femininity and Histories of Art. London: Routledge, 1988.
- Jones, Amelia. Body Art/Performing the Subject. Minneapolis: University of Minnesota Press, 1998.
- Goldberg, RoseLee. Performance Art: From Futurism to the Present. London: Thames & Hudson, 2011.